# Сиси ан Бри
Сиси ан Бри (фр. Sucy-en-Brie) град је у Француској, у департману Долина Марне.
По подацима из 1999. године број становника у месту је био 24.812.

## Демографија
| 1962.  | 1968.  | 1975.  | 1982.  | 1990.  | 1999.  | 2011.  |
| ------ | ------ | ------ | ------ | ------ | ------ | ------ |
| 13.258 | 17.206 | 21.984 | 23.379 | 25.839 | 24.812 | 25.655 |

## Партнерски градови
- Битигхајм-Бисинген